# Michael Howard (historiker)
Michael Eliot Howard, född 29 november 1922 i Ashmore i Dorset, död 30 november 2019, var en brittisk historiker.

## Biografi
Michael Howard studerade vid Wellington College i Berkshire och Christ Church College i Oxford, med avbrott för tjänstgöring i andra världskriget 1943–1945. Han tog Bachelor of Arts-examen 1946 och Master of Arts-examen 1948.
Howard enrollerade sig i British Army och blev second lieutenant i Coldstream Guards den 4 december 1942. Han deltog i italienska fälttåget, tjänstgörande i 3. bataljonen i Coldstream Guards, sårades två gånger och deltog i landstigningen vid Salerno i september 1943. Den 27 januari 1944, under första slaget om Monte Cassino tilldelades han Military Cross ”in recognition of gallant and distinguished services in Italy”.
Howard tjänstgjorde 1947–1968 vid King’s College i London, där han 1962 grundade Department of War Studies och blev Professor of War Studies. Från sin position på King’s College var han en av Storbritanniens mest inflytelserika i att utveckla strategiska studier som en disciplin som sammanförde myndigheter, militär och akademi till att betrakta försvar och nationell säkerhet med mer bredd och djup än vad som gjorts tidigare. Han deltog 1958 i grundandet av International Institute for Strategic Studies.
Åren 1968–1980 arbetade han vid All Souls College i Oxford. Han var Chichele Professor of the History of War vid University of Oxford 1977–1980 och Regius Professor of History vid University of Oxford 1980–1989. Slutligen var han Professor of Military and Naval History vid Yale University 1989–1993.

## Historikergärning och utmärkelser
Howard är mest känd för att han utökade militärhistorien bortom de traditionella skildringarna av fälttåg och slag till att också inkludera sociologiska aspekter. I sin skildring av fransk-tyska kriget 1870–1871 studerade Howard hur de preussiska och franska arméerna reflekterade de bägge ländernas sociala struktur. Han har också varit en ledande uttolkare av den tyske militärteoretikern Carl von Clausewitz verk, bland annat genom att tillsammans med den amerikanske historikern Peter Paret översätta och ge ut Om kriget. Utöver Clausewitz influerades Howard av militärhistorikerna Basil Liddell Hart och Hugh Trevor-Roper. Därtill har han i föreläsningar som Regius Professor of History och i sin populära och inflytelserika War in European history påtalat skillnaden mellan traditionell militärhistoria och hans egen inställning till ämnet. I den traditionella militärhistorien försöker man, enligt Howard, identifiera lärdomar från tidigare krig som enkelt kan tillämpas i nutid, medan han själv betonar att det historiska förflutna är unikt och att sådana lärdomar inte låter sig utvinnas ur historien för att tillämpas vid strategiska och taktiska val i nutid.
Han invaldes som ledamot av British Academy 1970 och som ledamot av svenska Kungliga Krigsvetenskapsakademien 1988. Han adlades 1986 samt tilldelades Order of the Companions of Honour 2002 och Order of Merit 2005. År 2006 utgav han självbiografin Captain Professor. A life in war and peace. År 2014 grundades The Sir Michael Howard Centre for the History of War vid King’s College till hans ära.
Bland Michael Howards utmärkelser och priser märks Brittiska imperieorden, Knight Bachelor, Order of the Companions of Honour, Förtjänstorden och Society of Military History’s Samuel Eliot Morison Prize.[källa behövs]